# Анкер, Анна
Анна Анкер (дат. Anna Ancher; 18 августа 1859, Скаген — 15 апреля 1935, Скаген) — датская художница, жена художника Микаэля Анкера.
Анна Кристине Брённум (дат. Anna Kirstine Brøndum) родилась 18 августа 1859 в датском рыбацком посёлке Скаген, на севере Ютландии. Отец — торговец Эрик Андерсен Брённум (Erik Andersen Brøndum; 1820-90), мать — Ане Хедвиг Мёллер (Ane Hedvig Møller; 1826—1916). Анна была пятым из шести детей в семье. Она с детства проявляла интерес к живописи, была знакома со многими художниками, поселившимися в Скагене. Обучалась живописи в Копенгагене, потом в Париже. В 1880 году Анна Брённум вышла замуж за художника Микаэля Анкера. В 1883 году у них родилась дочь Хельга Анкер. Анна Анкер продолжала писать и в замужестве. Она выработала свой собственный стиль, проявила себя как характерная художница и наблюдательная колористка. Творчество Анны представляет собой важную веху на пути скандинавской живописи к реализму: «Голубая Ане» (Blå Ane, 1882), «Девушка на кухне» (Pigen i køkkenet, 1883—1886). Анна Анкер предпочитала писать интерьеры и простые сцены из повседневной жизни крестьян, рыбаков, их жён и детей. Как художница-портретистка Анна Анкер предпочитала своих моделей из ближайших родственников.
Анна и Микаэль Анкер изображены на банкноте 1000 датских крон.

## Известные работы
- «Шьющая рыбацкая дочь» (Sygende fiskerpige, ок. 1890)
- «В полуденный миг» (I middagsstunden, ок. 1914)
- «Молодая девушка делает букет» (En ung pige ordner blomster, ок. 1885)
- «Старая жена рыбака» (Gammel fiskerkone, 1892)
- «Фру Брённум» (Fru Brøndum, 1890)
- «Свадьба в Скагене» (Bryllup i Skagen, 1914)
- «Собрание миссии» (Et missionsmøde, 1903)
- «Мужчина, штопающий чулки» (En mand, der stopper strømper, ок. 1900—1910)
- «Солнечный свет в комнате» (Solskin i stuen, 1921).

## Галерея

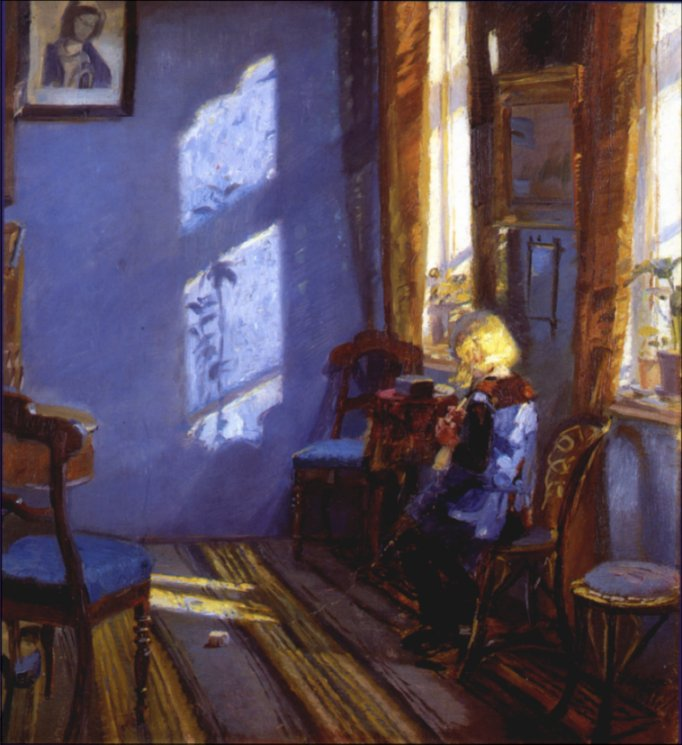
«Солнечный свет в синей комнате»
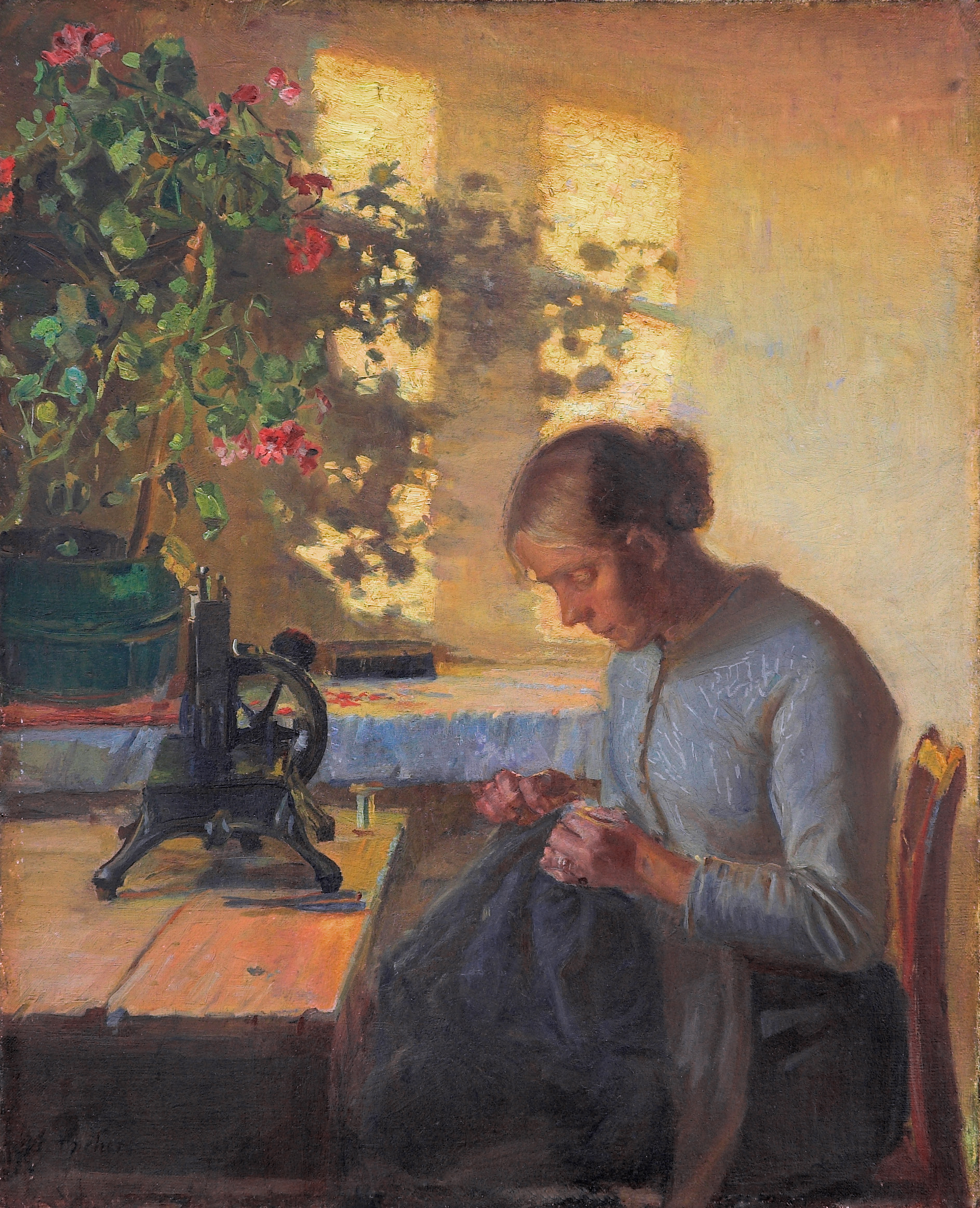
«Шьющая рыбацкая дочь»
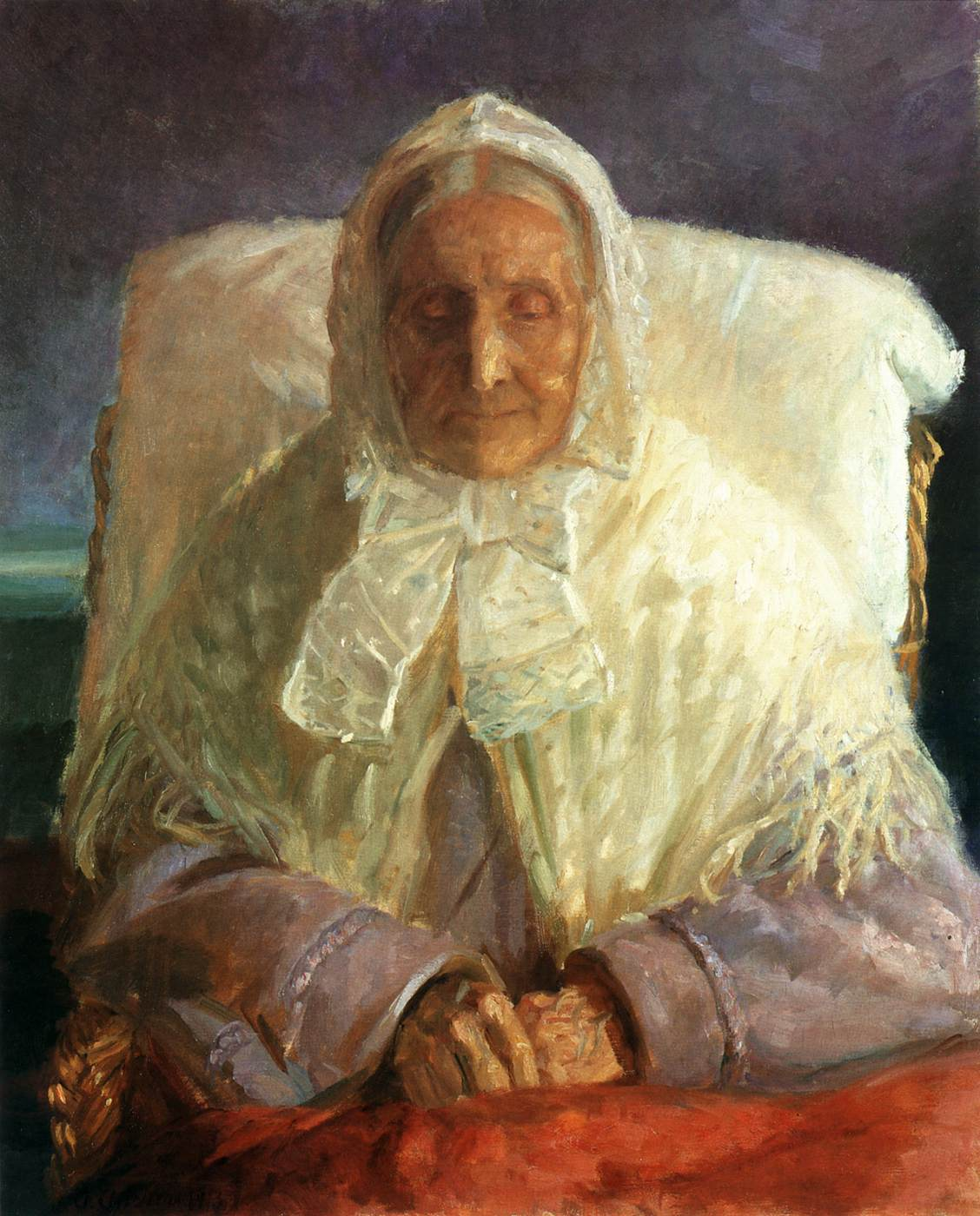
Портрет матери художницы